# Santuario Gloria in Excelsis al Campo dei Pastori (Betlemme)
Il Santuario di Gloria in excelsis Deo o Cappella del Campo dei Pastori è il nome dell'edificio religioso della Chiesa Cattolica che trova nel territorio di Beit-Sahour a sud est di Betlemme, in Cisgiordania nello Stato di Palestina. Questo luogo è oggetto di devozione da parte dei cattolici poiché è lì che si conmemora il primo annuncio della nascita di Cristo.
La chiesa venne fatta costruire dai Francescani nel 1953 su progetto dell’architetto Antonio Barluzzi vicino alle rovine di un antico monastero risalente al V secolo, testimonianza di un culto che si tramanda da secoli. Il tempio, dedicato all'Annuncio degli angeli ai pastori, sorge nei pressi di una chiesa greco-ortodossa dedicata al medesimo fatto evangelico.
La struttura a cinque absidi ha la forma di una tenda di pastori nomadi sormontata da una piccola cupola stellata. Affreschi che riproducono il racconto tratto dal Vangelo di Luca decorano le tre cappelle all’interno. Le parole dell'Angelo ai pastori, scritte in oro con la tecnica del mosaico, campeggiano sugli archi che sostengono la cupola. Sotto la chiesa c'è una grande grotta che la tradizione cristiana, confortata dalla campagna di scavi effettuata negli anni cinquanta, identifica con quella utilizzata dai pastori al tempo di Gesù.

## Galleria d'immagini

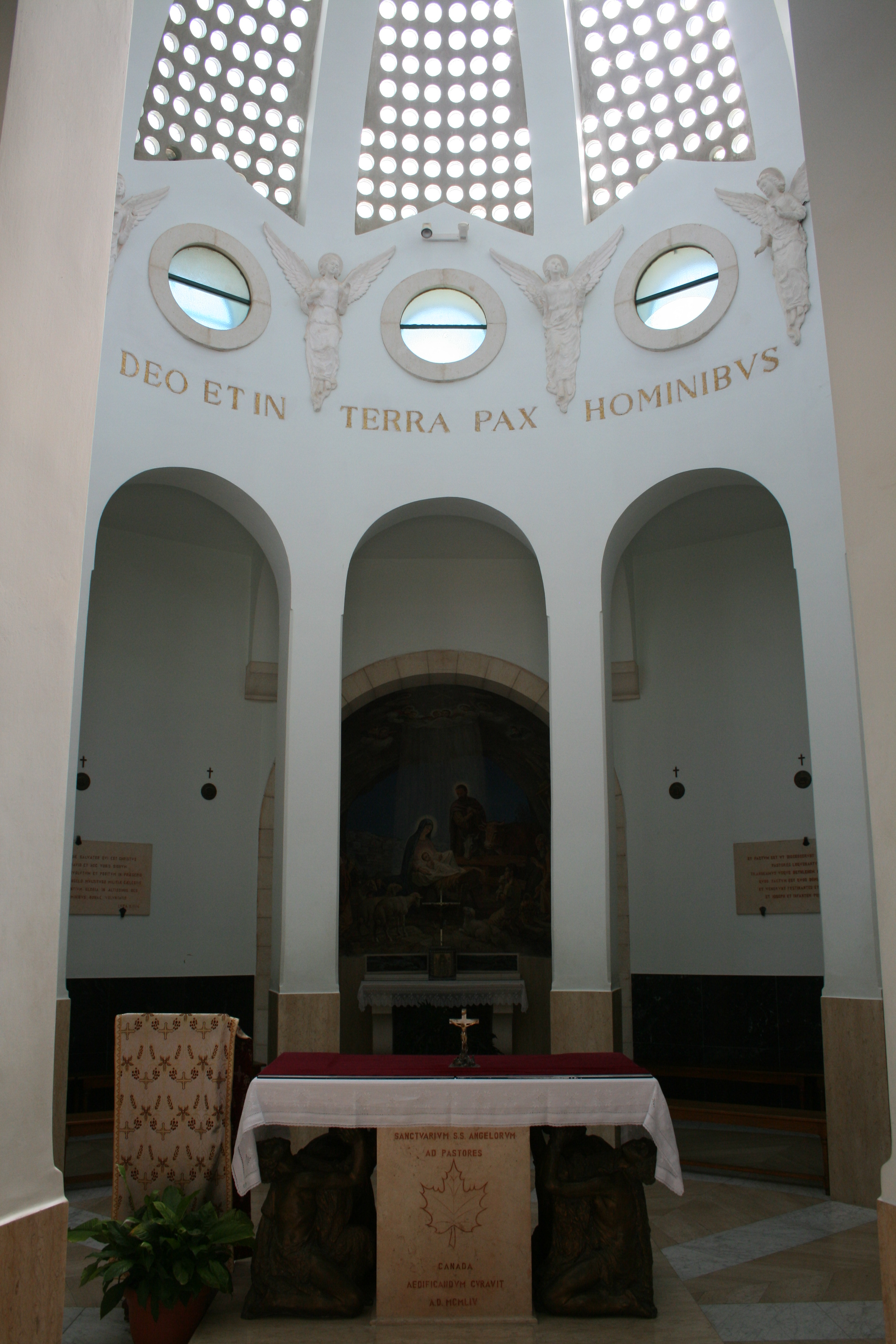
Interno
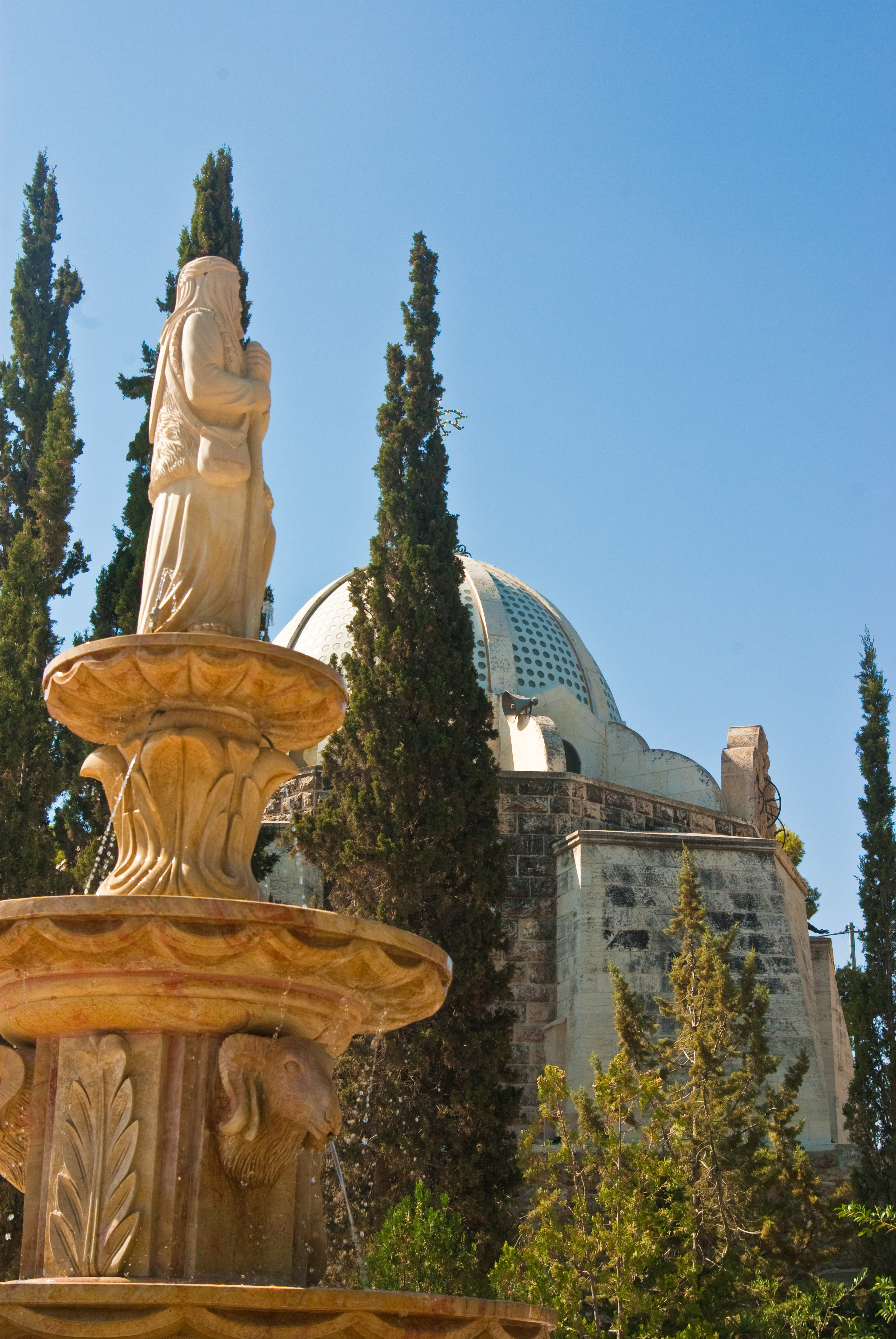
Esterno (particolare)
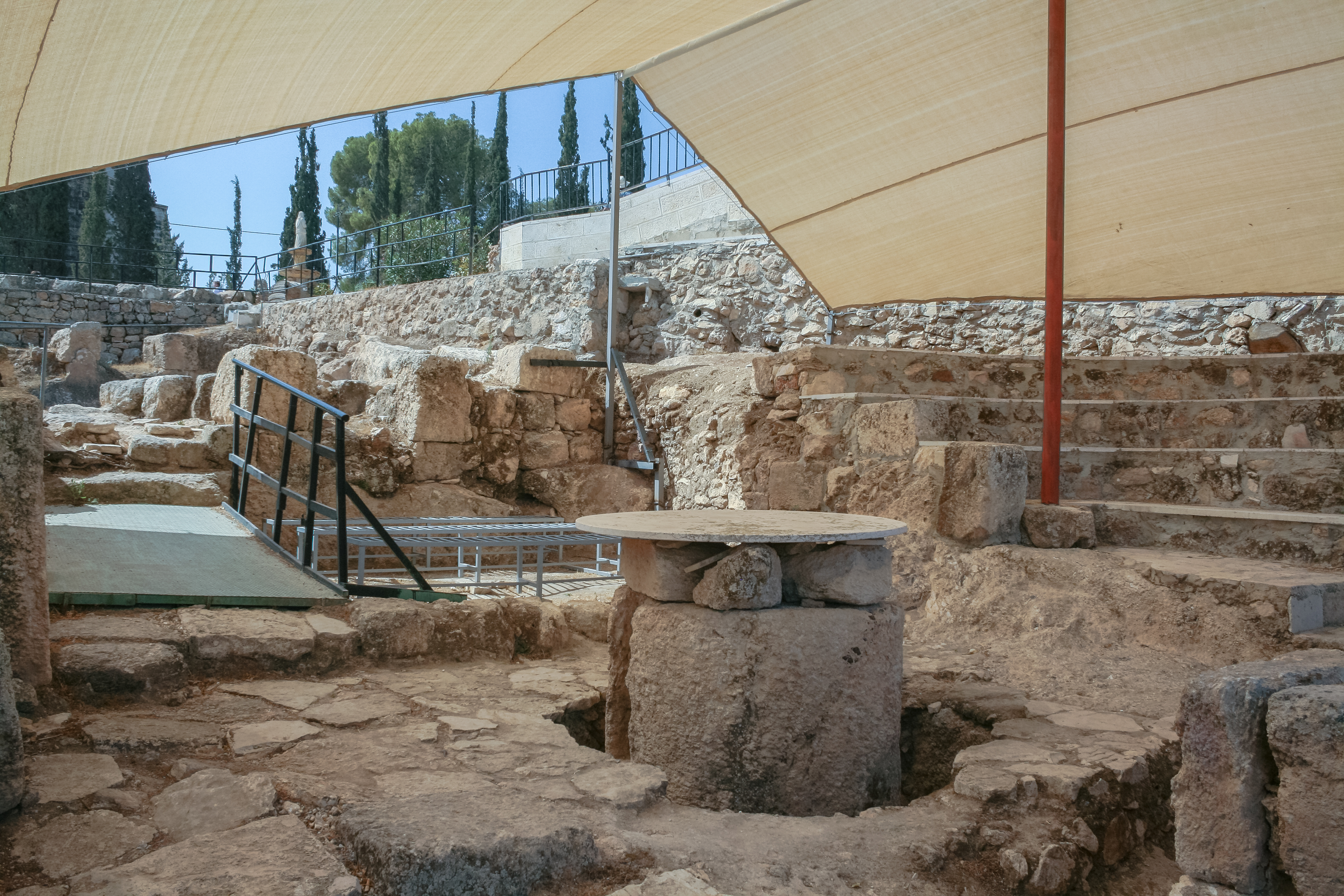
Uno degli accessi alla Grotta dei Pastori
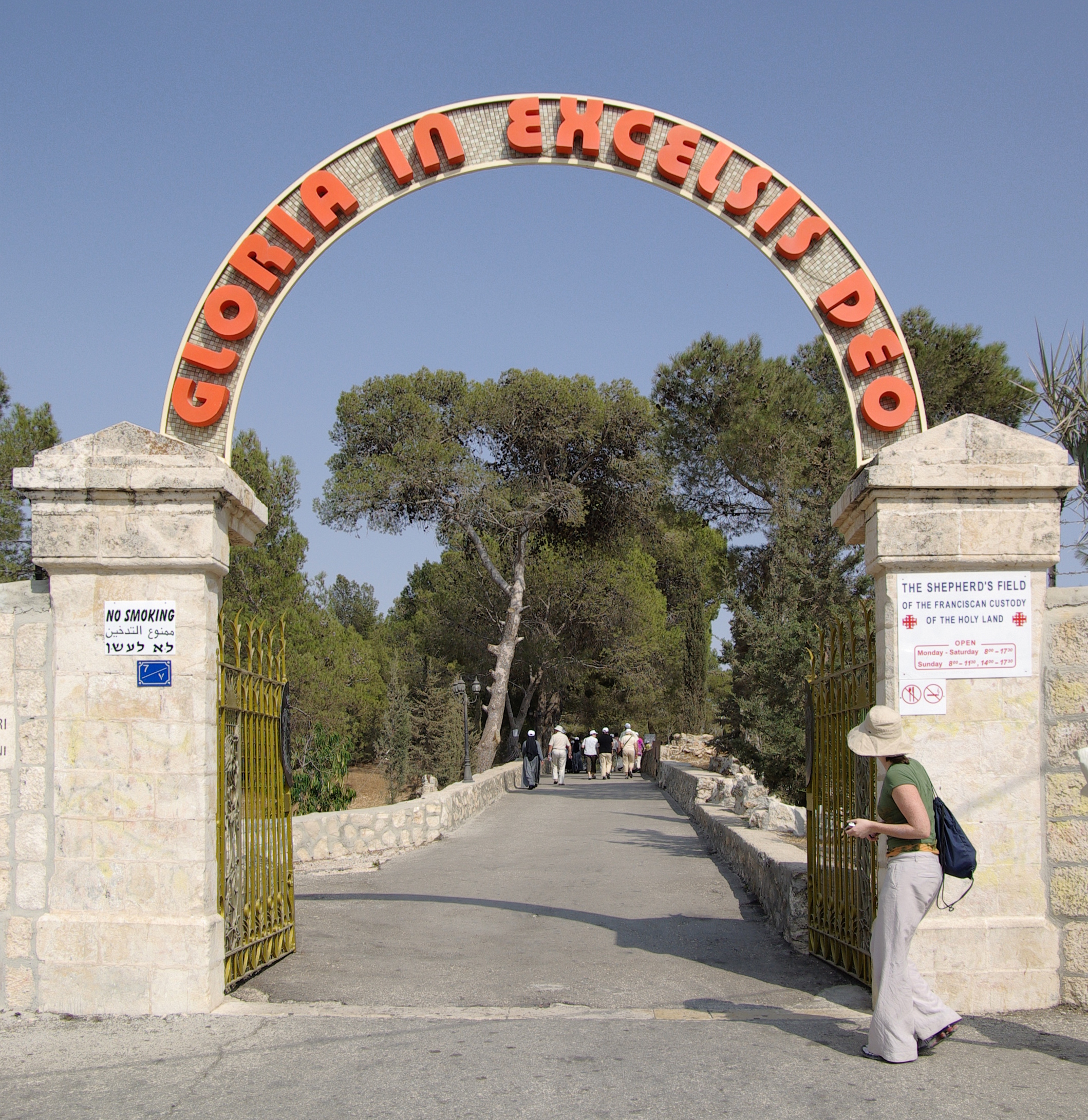
Ingresso
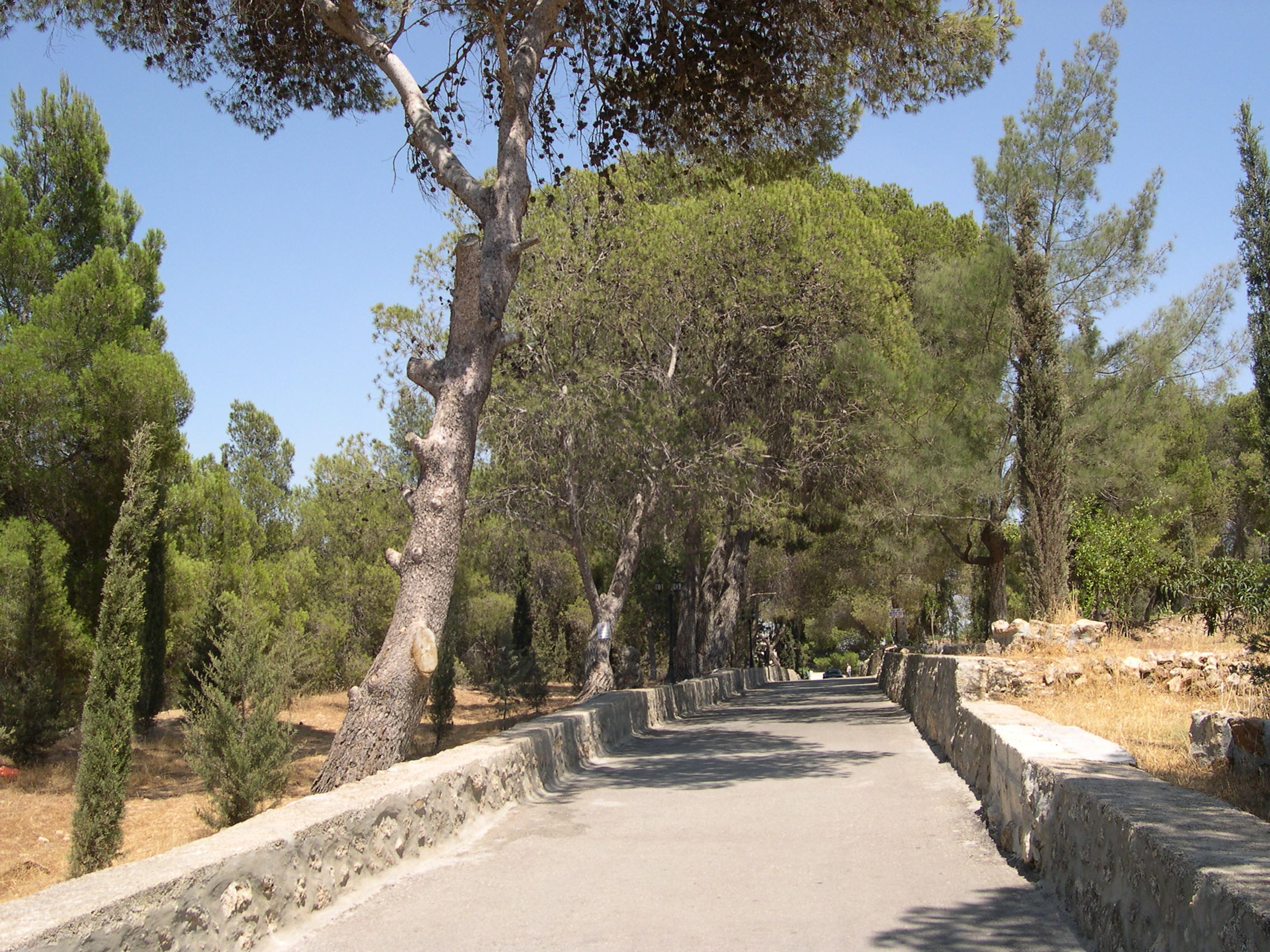
Viale

## Vedasi anche
- Chiesa di Santa Caterina (Betlemme)
- Basilica della Natività
- Cappella del Sacro Cuore (Haifa)